# Ashraf Kan
Ashraf Kan (1700-1730) fue el último rey Hotaki de Afganistán y Persia. Era miembro de la tribu ghilzai, perteneciente a la etnia pastún. Sobrino de Mirwais Kan Hotak, sucedió en el trono a Mir Mahmud Hotaki a su muerte en 1725. Su reinado se caracterizó por el brusco declive del Imperio Hotaki bajo las crecientes presiones de las fuerzas otomanas, rusas y safávidas.
Ashraf Kan detuvo los ataques violentos de rusos y turcos, derrotando a estos últimos en la batalla cerca de Kermanshah, cuando ya estaban a corta distancia de Isfahán. Lideró las negociaciones de paz con la Sublime Puerta, que fueron interrumpidas brevemente después de que el embajador de Ashraf sugirió a su señor que fuera califa del este y el sultán califa otomano del oeste. Esto ofendió a los otomanos, pero finalmente se firmó en septiembre de 1727 un acuerdo de paz en Hamadán.
Un afsárida, Nader Qoli Beg (más conocido como Nader Shah) derrotó a los afganos en septiembre de 1729 en la batalla de Damghan, y los expulsó de los territorios persas. Durante la retirada, Ashraf fue asesinado por miembros de la tribu baluchi. Hay indicios de que la muerte fue ordenada por su primo, quien tomó Kandahar en este tiempo.
Su muerte marcó el fin de la breve dinastía Hotaki, pero fue el único que consiguió establecer, aunque por poco tiempo, un reino independiente pastún, antecedente del Imperio durrani.